# رولاند دوکه
رولاند دوکه (به آلمانی: Roland Ducke) بازیکن فوتبال و مهاجم اهل آلمان شرقی بود که از سال ۱۹۵۸ میلادی عضو تیم ملی فوتبال آلمان شرقی بوده‌است. وی در ۳۷ بازی ملی حضور داشته و در بازی‌های ملی‌اش ۵ گل به ثمر رساند. رولاند دوکه آخرین بازی ملی خود را در سال ۱۹۶۷ میلادی انجام داد.